# جان كارول (ممثلة)
جان كارول (بالإنجليزية: Jean Carroll)‏ هي راقصة وممثلة أمريكية، ولدت في 7 يناير 1911 في باريس في فرنسا، وتوفيت في 2010 في وايت بلينس في الولايات المتحدة.

## وصلات خارجية
- جان كارول (ممثلة) على موقع IMDb (الإنجليزية)
- جان كارول (ممثلة) على موقع أول موفي (الإنجليزية)
- جان كارول (ممثلة) على موقع قاعدة بيانات الأفلام السويدية (السويدية)
- جان كارول (ممثلة) على موقع قاعدة بيانات الفيلم (الإنجليزية)
- جان كارول (ممثلة) على موقع كينوبويسك (الروسية)